# Danh sách giải thưởng và đề cử của Taeyeon
Kể từ khi ra mắt công chúng với tư cách là thành viên của nhóm nhạc nữ Girls' Generation vào tháng 8 năm 2007, ca sĩ Hàn Quốc Kim Tae-yeon, thường được biết đến với nghệ danh Taeyeon, đã nhận được nhiều đề cử và giải thưởng cho các hoạt động cá nhân của mình trong các lĩnh vực nhạc phim, dẫn chương trình phát thanh và sân khấu nhạc kịch. Sau khi bắt đầu hoạt động với tư cách là ca sĩ solo từ tháng 10 năm 2015, cô đã giành chiến thắng ở hạng mục Nghệ sĩ nữ xuất sắc nhất tại lễ trao giải Mnet Asian Music Awards lần thứ 17, cũng như hạng mục Bonsang tại các lễ trao giải Seoul Music Awards lần thứ 25 và Golden Disk Awards lần thứ 30.

## Giải thưởng

### Asia Artist Awards
| Year | Category                               | Recipient | Result | Ref. |
| ---- | -------------------------------------- | --------- | ------ | ---- |
| 2017 | Most Popular Artists (Singer) – Top 50 | Taeyeon   | Đề cử  |      |
| 2018 | Most Popular Artists (Singer) – Top 50 | Taeyeon   | Đề cử  |      |

### Cyworld Digital Music Awards
| Year | Category                     | Recipient | Result    | Ref.  |
| ---- | ---------------------------- | --------- | --------- | ----- |
| 2008 | Song of the Month (February) | "If"      | Đoạt giải | [ 1 ] |

### Gaon Chart Music Awards
| Year | Category                        | Recipient        | Result    | Ref.        |
| ---- | ------------------------------- | ---------------- | --------- | ----------- |
| 2016 | Song of the Year – October      | "I"              | Đoạt giải | [ 2 ] [ 3 ] |
| 2016 | Album of the Year – 4th Quarter | I                | Đề cử     | [ 2 ] [ 3 ] |
| 2017 | Song of the Year – February     | "Rain"           | Đề cử     | [ 4 ]       |
| 2017 | Song of the Year – June         | "Starlight"      | Đề cử     | [ 4 ]       |
| 2017 | Song of the Year – June         | "Why"            | Đề cử     | [ 4 ]       |
| 2017 | Song of the Year – November     | "11:11"          | Đề cử     | [ 4 ]       |
| 2018 | Album of the Year – 1st Quarter | My Voice         | Đề cử     | [ 5 ]       |
| 2018 | Song of the Year – February     | "Fine"           | Đề cử     | [ 5 ]       |
| 2018 | Song of the Year – December     | "This Christmas" | Đề cử     | [ 5 ]       |
| 2018 | Mobile Vote Popularity Award    | Taeyeon          | Đoạt giải | [ 5 ]       |
| 2020 | Song of the Year – March        | "Four Seasons"   | Đoạt giải | [ 6 ] [ 7 ] |
| 2020 | Song of the Year – October      | "Spark"          | Đề cử     | [ 6 ] [ 7 ] |

### Genie Music Awards
| Year | Category                     | Recipient | Result | Ref.  |
| ---- | ---------------------------- | --------- | ------ | ----- |
| 2018 | Artist of the Year           | Taeyeon   | Đề cử  | [ 8 ] |
| 2018 | Female Artist Award          | Taeyeon   | Đề cử  | [ 8 ] |
| 2018 | Genie Music Popularity Award | Taeyeon   | Đề cử  | [ 8 ] |
| 2019 | The Female Solo Artist       | Taeyeon   | Đề cử  | [ 9 ] |

### Golden Disc Awards
| Year | Category                 | Recipient                        | Result    | Ref.   |
| ---- | ------------------------ | -------------------------------- | --------- | ------ |
| 2008 | Popularity Award         | "Can You Hear Me"                | Đoạt giải | [ 10 ] |
| 2016 | Disc Bonsang             | I                                | Đề cử     | [ 11 ] |
| 2016 | Digital Bonsang          | "I"                              | Đoạt giải | [ 11 ] |
| 2016 | Digital Daesang          | "I"                              | Đề cử     | [ 11 ] |
| 2016 | Popularity Award         | Taeyeon                          | Đề cử     | [ 11 ] |
| 2016 | Global Popularity Award  | Taeyeon                          | Đề cử     | [ 11 ] |
| 2016 | iQiyi Best Female Artist | Taeyeon                          | Đoạt giải | [ 11 ] |
| 2017 | Disc Bonsang             | Why                              | Đề cử     | [ 12 ] |
| 2017 | Digital Bonsang          | "Rain"                           | Đoạt giải | [ 12 ] |
| 2017 | Digital Daesang          | "Rain"                           | Đề cử     | [ 12 ] |
| 2017 | Popularity Award         | Taeyeon                          | Đề cử     | [ 12 ] |
| 2018 | Disc Bonsang             | My Voice                         | Đoạt giải | [ 13 ] |
| 2018 | Disc Daesang             | My Voice                         | Đề cử     | [ 13 ] |
| 2018 | Digital Bonsang          | "Fine"                           | Đề cử     | [ 13 ] |
| 2018 | Global Popularity Award  | Taeyeon                          | Đề cử     | [ 13 ] |
| 2019 | Disc Bonsang             | This Christmas: Winter Is Coming | Đề cử     | [ 14 ] |
| 2019 | Popularity Award         | Taeyeon                          | Đề cử     | [ 14 ] |
| 2020 | Disc Bonsang             | Purpose                          | Đề cử     | [ 15 ] |
| 2020 | Disc Daesang             | Purpose                          | Đề cử     | [ 15 ] |
| 2020 | Digital Bonsang          | "Four Seasons"                   | Đoạt giải | [ 15 ] |
| 2020 | Digital Daesang          | "Four Seasons"                   | Đề cử     | [ 15 ] |
| 2020 | Popularity Award         | Taeyeon                          | Đề cử     | [ 15 ] |

### Korean Music Awards
| Year | Category       | Recipient | Result | Ref.   |
| ---- | -------------- | --------- | ------ | ------ |
| 2018 | Best Pop Album | My Voice  | Đề cử  | [ 16 ] |
| 2020 | Best Pop Album | Purpose   | Đề cử  | [ 17 ] |

### Melon Music Awards
| Year | Category                 | Recipient                 | Result    | Ref.          |
| ---- | ------------------------ | ------------------------- | --------- | ------------- |
| 2011 | Best OST                 | "I Love You"              | Đề cử     |               |
| 2016 | Top 10 Artists           | Taeyeon                   | Đoạt giải | [ 18 ]        |
| 2016 | Artist of the Year       | Taeyeon                   | Đề cử     | [ 18 ]        |
| 2016 | Best Ballad Song         | "Rain"                    | Đề cử     | [ 18 ]        |
| 2016 | Song of the Year         | "Rain"                    | Đề cử     | [ 18 ]        |
| 2017 | Top 10 Artists           | Taeyeon                   | Đề cử     | [ 19 ]        |
| 2017 | Best Ballad Award        | "Fine"                    | Đề cử     | [ 19 ]        |
| 2018 | Hot Trend Award          | "Page 0" (with MeloMance) | Đề cử     | [ 20 ]        |
| 2019 | Top 10 Artist            | Taeyeon                   | Đoạt giải | [ 21 ] [ 22 ] |
| 2019 | Artist of the Year       | Taeyeon                   | Đề cử     | [ 21 ] [ 22 ] |
| 2019 | Netizen Popularity Award | Taeyeon                   | Đề cử     | [ 21 ] [ 22 ] |
| 2019 | Best Ballad              | "Four Seasons"            | Đoạt giải | [ 21 ] [ 22 ] |
| 2019 | Song of the Year         | "Four Seasons"            | Đề cử     | [ 21 ] [ 22 ] |

### Mnet Asian Music Awards
| Year | Category                      | Recipient                | Result    | Ref.          |
| ---- | ----------------------------- | ------------------------ | --------- | ------------- |
| 2008 | Best OST                      | "If"                     | Đề cử     | [ 23 ]        |
| 2011 | Best OST                      | "I Love You"             | Đề cử     | [ 24 ]        |
| 2011 | Song of the Year              | "I Love You"             | Đề cử     | [ 24 ]        |
| 2012 | Best OST                      | "Missing You Like Crazy" | Đề cử     | [ 25 ]        |
| 2015 | Best Female Artist            | Taeyeon                  | Đoạt giải | [ 26 ]        |
| 2015 | Artist of the Year            | Taeyeon                  | Đề cử     | [ 26 ]        |
| 2015 | Song of the Year              | "I"                      | Đề cử     | [ 26 ]        |
| 2015 | Best Female Vocal Performance | "I"                      | Đề cử     | [ 26 ]        |
| 2016 | Best Female Artist            | Taeyeon                  | Đoạt giải | [ 27 ]        |
| 2016 | Artist of the Year            | Taeyeon                  | Đề cử     | [ 27 ]        |
| 2016 | Song of the Year              | "Rain"                   | Đề cử     | [ 27 ]        |
| 2016 | Best Female Vocal Performance | "Rain"                   | Đề cử     | [ 27 ]        |
| 2017 | Best Female Artist            | Taeyeon                  | Đề cử     | [ 28 ]        |
| 2017 | Artist of the Year            | Taeyeon                  | Đề cử     | [ 28 ]        |
| 2018 | Best Female Artist            | Taeyeon                  | Đề cử     | [ 29 ]        |
| 2018 | Artist of the Year            | Taeyeon                  | Đề cử     | [ 29 ]        |
| 2019 | Best Vocal Performance Solo   | "Four Seasons"           | Đoạt giải | [ 30 ] [ 31 ] |
| 2019 | Song of the Year              | "Four Seasons"           | Đề cử     | [ 30 ] [ 31 ] |
| 2019 | Best Female Artist            | Taeyeon                  | Đề cử     | [ 30 ] [ 31 ] |
| 2019 | Artist of the Year            | Taeyeon                  | Đề cử     | [ 30 ] [ 31 ] |
| 2019 | Worldwide Fan's Choice        | Taeyeon                  | Đề cử     | [ 30 ] [ 31 ] |
| 2019 | Qoo10 Favorite Female Artist  | Taeyeon                  | Đề cử     | [ 30 ] [ 31 ] |

### Seoul International Drama Awards
| Year | Category                     | Recipient                | Result    | Ref.   |
| ---- | ---------------------------- | ------------------------ | --------- | ------ |
| 2012 | Best Song from a Drama       | "Missing You Like Crazy" | Đoạt giải | [ 32 ] |
| 2013 | Best Song from a Drama       | "Closer"                 | Đề cử     | [ 33 ] |
| 2013 | Best Song from a Drama       | "And One"                | Đề cử     | [ 33 ] |
| 2015 | Outstanding Korean Drama OST | —                        | Đoạt giải | [ 34 ] |

### Seoul International Youth Film Festival
| Year | Category                    | Recipient             | Result    | Ref.   |
| ---- | --------------------------- | --------------------- | --------- | ------ |
| 2014 | Best OST by a Female Artist | "Love, That One Word" | Đoạt giải | [ 35 ] |

### Seoul Music Awards
| Year | Category                                 | Recipient       | Result    | Ref.                 |
| ---- | ---------------------------------------- | --------------- | --------- | -------------------- |
| 2016 | Daesang Award                            | Taeyeon         | Đề cử     | [ 36 ]               |
| 2016 | Bonsang Award                            | Taeyeon         | Đoạt giải | [ 36 ]               |
| 2016 | Popularity Award                         | Taeyeon         | Đề cử     | [ 36 ]               |
| 2017 | Daesang Award                            | Taeyeon         | Đề cử     | [ 37 ]               |
| 2017 | Bonsang Award                            | Taeyeon         | Đoạt giải | [ 37 ]               |
| 2017 | Popularity Award                         | Taeyeon         | Đề cử     | [ 37 ]               |
| 2018 | Bonsang Award                            | Taeyeon         | Đề cử     |                      |
| 2018 | Popularity Award                         | Taeyeon         | Đề cử     |                      |
| 2018 | Hallyu Special Award                     | Taeyeon         | Đề cử     |                      |
| 2020 | OST Award                                | "All About You" | Đoạt giải | [ 38 ] [ 39 ] [ 40 ] |
| 2020 | Digital Daesang                          | Taeyeon         | Đoạt giải | [ 38 ] [ 39 ] [ 40 ] |
| 2020 | Bonsang Award                            | Taeyeon         | Đoạt giải | [ 38 ] [ 39 ] [ 40 ] |
| 2020 | Popularity Award                         | Taeyeon         | Đề cử     | [ 38 ] [ 39 ] [ 40 ] |
| 2020 | K-Wave Popularity Award                  | Taeyeon         | Đề cử     | [ 38 ] [ 39 ] [ 40 ] |
| 2020 | QQ Music Most Popular K-Pop Artist Award | Taeyeon         | Đề cử     | [ 38 ] [ 39 ] [ 40 ] |

### Soribada Best K-Music Awards
| Year | Category                  | Recipient | Result | Ref. |
| ---- | ------------------------- | --------- | ------ | ---- |
| 2018 | Bonsang Award             | Taeyeon   | Đề cử  |      |
| 2018 | Popularity Award (Female) | Taeyeon   | Đề cử  |      |
| 2018 | Global Fandom Award       | Taeyeon   | Đề cử  |      |

## Other awards
| Year                                        | Award                                  | Recipient                            | Result    |
| ------------------------------------------- | -------------------------------------- | ------------------------------------ | --------- |
| Mnet 20's Choice Awards                     |                                        |                                      |           |
| 2008                                        | Hot Radio DJ                           | Kangin and Taeyeon's Chin Chin Radio | Đoạt giải |
| MBC Drama Awards                            |                                        |                                      |           |
| 2009                                        | Program Production                     | Kangin and Taeyeon's Chin Chin Radio | Đoạt giải |
| 2009                                        | Radio Newcomer Award                   | Kangin and Taeyeon's Chin Chin Radio | Đoạt giải |
| Republic of Korea Entertainment Arts Awards |                                        |                                      |           |
| 2010                                        | Female Radio MC Award                  | Taeyeon's Chin Chin Radio            | Đoạt giải |
| The Musical Awards                          |                                        |                                      |           |
| 2011                                        | Best Newcomer                          | Midnight Sun                         | Đề cử     |
| Naver Fashion Beauty x Celeb's Pick         |                                        |                                      |           |
| 2016                                        | 2016 Fashionista Award                 | Taeyeon                              | Đoạt giải |
| KKBOX Music Awards                          |                                        |                                      |           |
| 2016                                        | Korean Artist of the Year              | Taeyeon                              | Đoạt giải |
| KpopStarz Awards                            |                                        |                                      |           |
| 2019                                        | Best Female Solo Star of the Year      | Taeyeon                              | Đoạt giải |
| 2019                                        | Best Trust & Listen Artist of the Year | Taeyeon                              | Đoạt giải |
| Annual Soompi Awards                        |                                        |                                      |           |
| 2017                                        | Best Female Solo                       | Taeyeon                              | Đoạt giải |
| 2017                                        | Artist of the Year                     | Taeyeon                              | Đề cử     |
| 2017                                        | Fuse Music Video of the Year           | "Rain"                               | Đề cử     |
| 2017                                        | Best Collaboration                     | "Don't Forget" (Crush feat. Taeyeon) | Đề cử     |
| 2017                                        | Song of the Year                       | "Why"                                | Đề cử     |
| 2017                                        | Album of the Year                      | Why                                  | Đề cử     |
| 2018                                        | Best Female Solo                       | Taeyeon                              | Đề cử     |
| Fandom School Awards                        |                                        |                                      |           |
| 2017                                        | Best Vocal Award                       | Taeyeon                              | Đoạt giải |
| 2018                                        | Best Vocal Award                       | Taeyeon                              | Đoạt giải |
| KAZZ Awards                                 |                                        |                                      |           |
| 2018                                        | Best Asian Concert Award               | Taeyeon                              | Đoạt giải |
| BreakTudo Awards                            |                                        |                                      |           |
| 2018                                        | K-pop Female Artist Award              | Taeyeon                              | Đề cử     |
| Korea Drama Awards                          |                                        |                                      |           |
| 2019                                        | Best Original Soundtrack               | "All About You"                      | Đề cử     |
| Kpop World Greece Music Awards              |                                        |                                      |           |
| 2018                                        | Best Female Artist                     | Taeyeon                              | Đoạt giải |
| 2019                                        | Best Female Artist                     | Taeyeon                              | Đoạt giải |
| Dabeme Music Awards                         |                                        |                                      |           |
| 2019                                        | Female Artist of the Year              | Taeyeon                              | Đoạt giải |
| 2020                                        | Female Artist of the Year              | Taeyeon                              | Đoạt giải |

## Chương trình âm nhạc

### Show Champion
| Năm  | Ngày        | Bài hát |
| ---- | ----------- | ------- |
| 2015 | 14 tháng 10 | "I"     |

### M Countdown
| Năm  | Ngày        | Bài hát |
| ---- | ----------- | ------- |
| 2015 | 15 tháng 10 | "I"     |
| 2015 | 22 tháng 10 | "I"     |
| 2015 | 29 tháng 10 | "I"     |
| 2017 | 9 tháng 3   | "Fine"  |
| 2022 | 24 tháng 2  | "INVU"  |

### Music Bank
| Năm  | Ngày        | Bài hát     |
| ---- | ----------- | ----------- |
| 2015 | 16 tháng 10 | "I"         |
| 2015 | 23 tháng 10 | "I"         |
| 2015 | 30 tháng 10 | "I"         |
| 2016 | 8 tháng 7   | "Starlight" |
| 2017 | 10 tháng 3  | "Fine"      |
| 2019 | 8 tháng 11  | "Spark"     |

### Show! Music Core
| Năm  | Ngày        | Bài hát        |
| ---- | ----------- | -------------- |
| 2015 | 24 tháng 10 | "I"            |
| 2019 | 6 tháng 4   | "Four Seasons" |
| 2019 | 9 tháng 11  | "Spark"        |
| 2022 | 26 tháng 2  | "INVU"         |
| 2022 | 5 tháng 3   | "INVU"         |
| 2022 | 12 tháng 3  | "INVU"         |
| 2022 | 19 tháng 3  | "INVU"         |

### Inkigayo
| Năm  | Ngày        | Bài hát        |
| ---- | ----------- | -------------- |
| 2015 | October 18  | "I"            |
| 2015 | 25 tháng 10 | "I"            |
| 2015 | 11 tháng 11 | "I"            |
| 2016 | 14 tháng 2  | "Rain"         |
| 2016 | July 10     | "Why"          |
| 2019 | 7 tháng 4   | "Four Seasons" |
| 2019 | 10 tháng 11 | "Spark"        |
| 2022 | 27 tháng 2  | "INVU"         |
| 2022 | 6 tháng 3   | "INVU"         |
| 2022 | 13 tháng 3  | "INVU"         |